# یانیکا سیلاما
یانیکا سیلاما (انگلیسی: Janika Sillamaa؛ زادهٔ ۲۳ ژوئن ۱۹۷۵) یک خواننده اهل استونی است.
وی در مسابقه آواز یوروویژن ۱۹۹۳ به نمایندگی کشور استونی حضور داشته است.